# Scheitzia
Scheitzia is een geslacht van wantsen uit de familie van de Reduviidae (Roofwantsen). Het geslacht werd voor het eerst wetenschappelijk beschreven door Henri Schouteden in 1951.

## Soorten
Het genus is monotypisch en bevat alleen de volgende soort:

- Scheitzia mungbwaluensis Schouteden, 1951